# Du hành với trang bị sau lưng

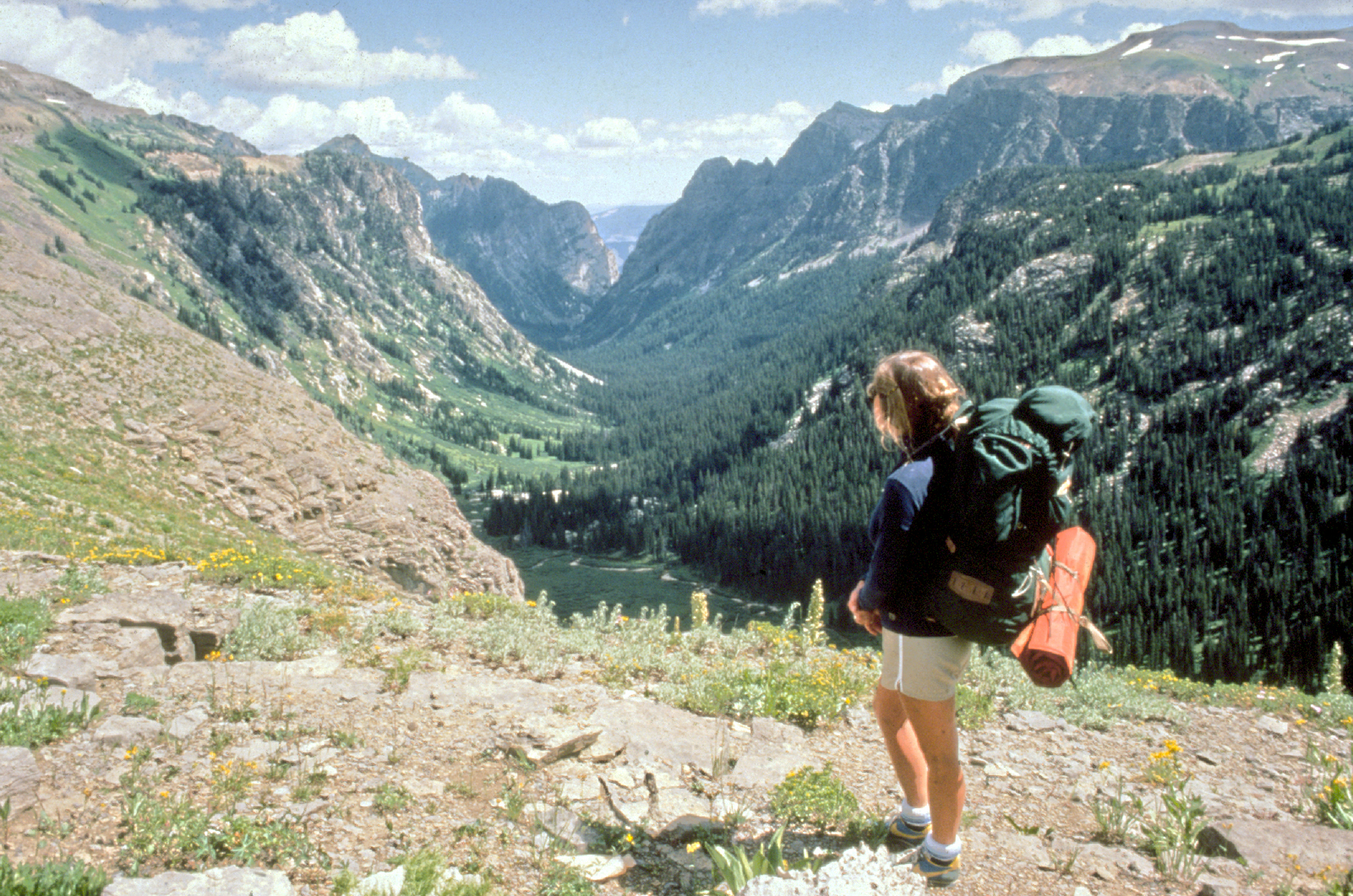
Du hành với trang bị sau lưng ở vùng núi Beskid Niski, ở phần Ba Lan của Dãy núi Carpathian

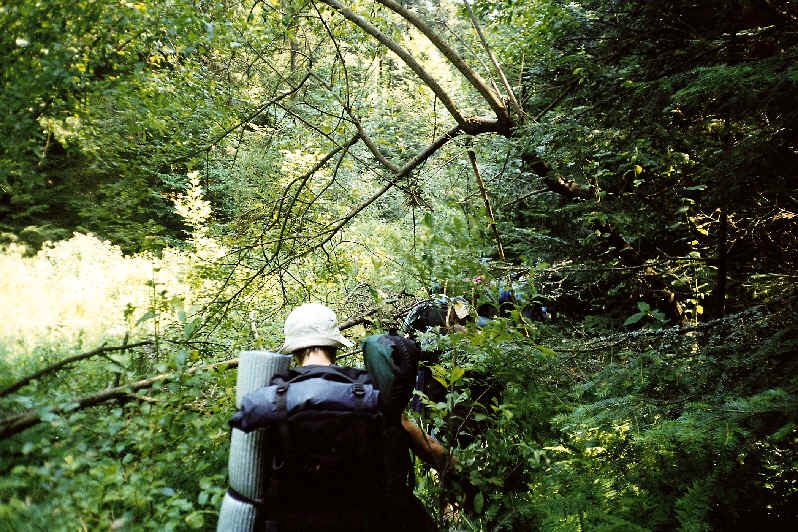
Du lịch bụi ở Vườn quốc gia Grand Teton, Wyoming

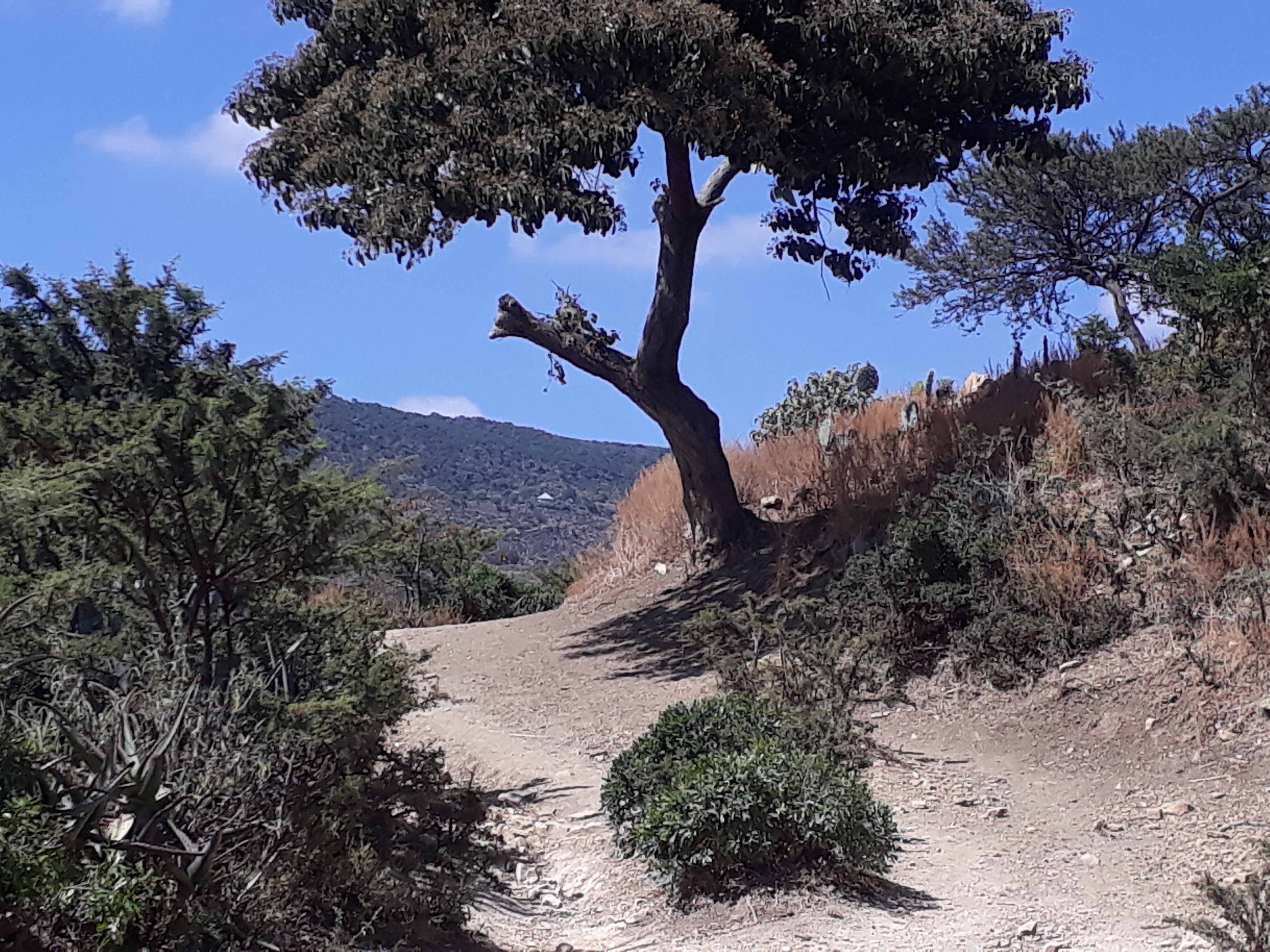
Đường đi bộ 14 ở Zerfenti (Ethiopia)

Du hành với trang bị sau lưng (tiếng Anh: Backpacking) là hoạt động giải trí ngoài trời khi mang theo thiết bị trên lưng trong hơn một ngày. Nó thường là một hành trình dài và có thể liên quan đến việc cắm trại ngoài trời. Ở Bắc Mỹ, dựng lều là việc khá phổ biến, trong khi những nơi trú ẩn đơn giản và túp lều trên núi, vốn có thể thường thấy ở Châu Âu, lại rất hiếm. Ở New Zealand, đi bộ đường dài gọi là tramping và lều được sử dụng cùng với mạng lưới túp lều trên toàn quốc Đi bộ trên đồi là hình thức tương đương ở Anh (nhưng điều này cũng có thể đề cập đến đi bộ trong ngày), mặc dù du khách ba lô sử dụng nhiều loại chỗ ở, ngoài việc cắm trại. Du hành với trang bị sau lưng sử dụng những túp lều đơn sơ ở Nam Phi Trekking và đi bộ đường dài là những từ khác được sử dụng để mô tả những chuyến đi nhiều ngày như vậy.
Du hành với trang bị sau lưng như một phương thức du lịch là một hoạt động khác, chủ yếu sử dụng phương tiện giao thông công cộng trong một hành trình có thể kéo dài hàng tháng.

## Định nghĩa

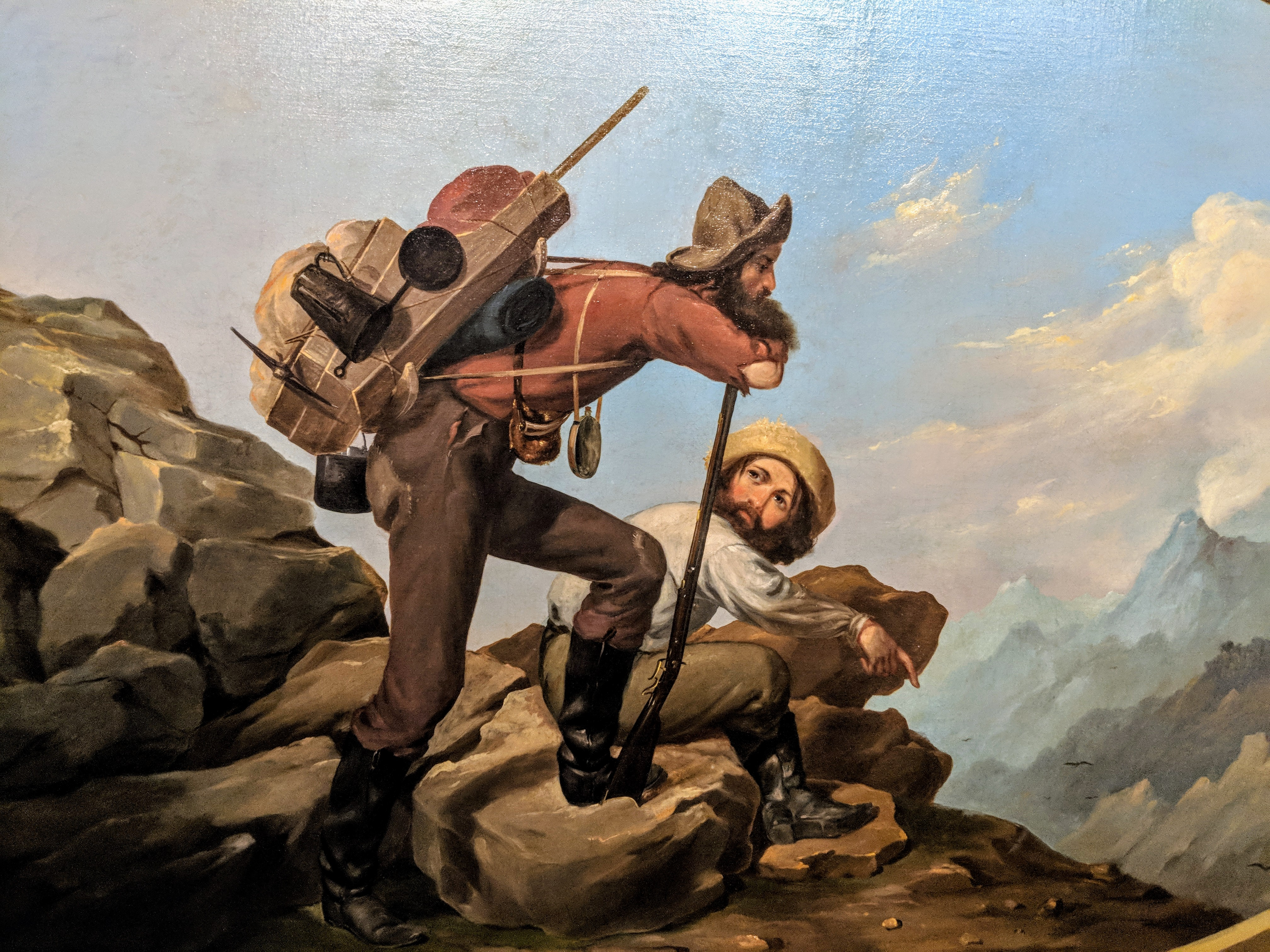
Người du hành với trang bị sau lưng trong Cơn sốt vàng California

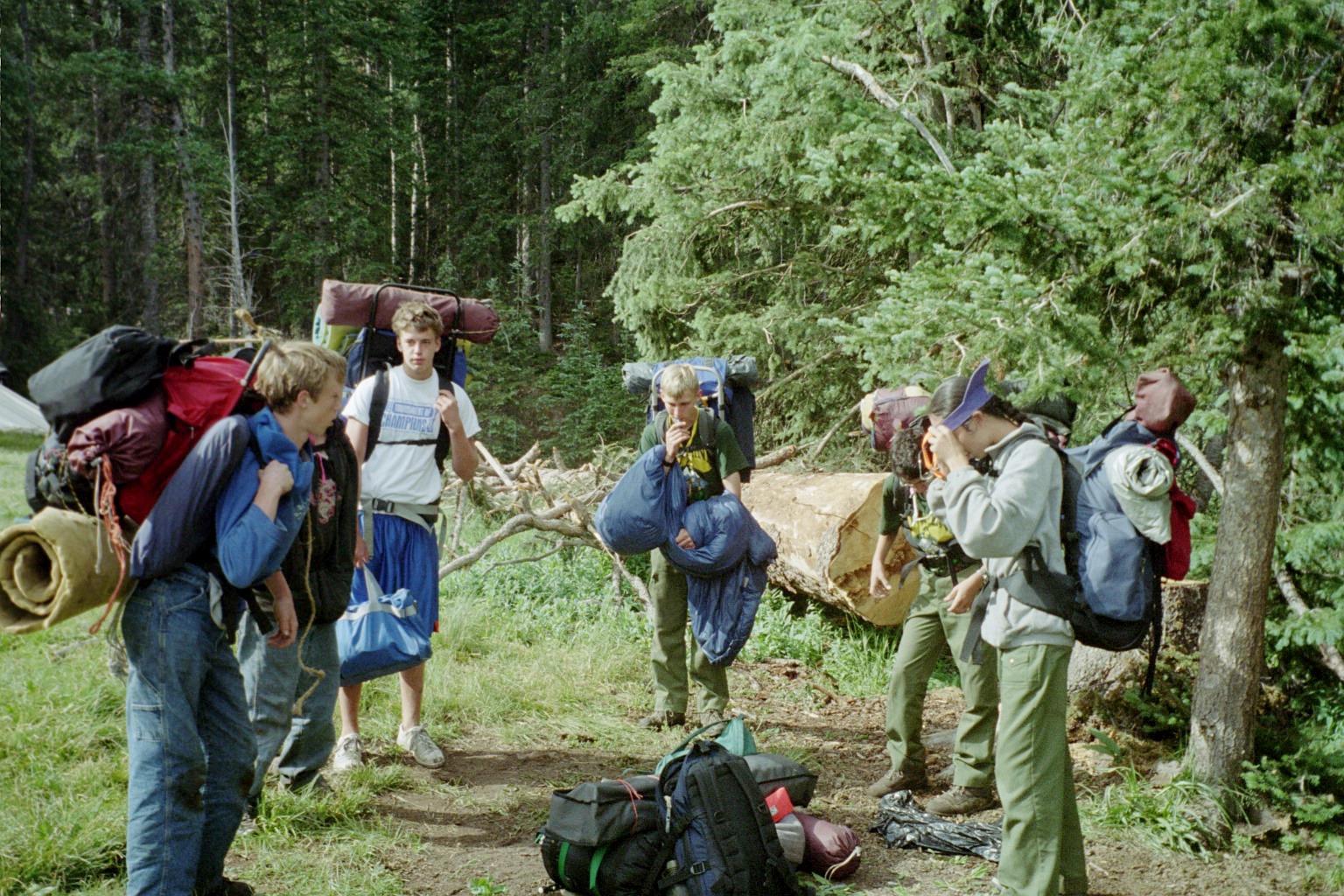
Kha sinh Hướng đạo của Hội Nam Hướng đạo Mỹ chuẩn bị xuất phát lên đường mòn

Một người du hành với trang bị sau lưng sẽ xếp tất cả các trang bị của họ vào trong một túi mang sau lưng. Đồ dùng trang bị gồm có lương thực, nước, và dụng cụ che thân, hay những phương tiện cần dùng như rìu, búa, dây, vải nhựa để dựng chỗ nghỉ. Những vật dụng khác đem theo rất ít, và thường đơn giản và nhỏ gọn hơn đồ dùng cho việc cắm trại tại chỗ.  Một chuyến du hành với trang bị sau lưng phải có ít nhất là một lần nghỉ qua đêm trong hoang dã (bằng không thì nó được gọi là đi bộ đường dài trong ngày). Nhiều chuyến du hành với trang bị sau lưng kéo dài cả một kỳ nghỉ cuối tuần (một hoặc hai đêm), nhưng những cuộc thám hiểm đường dài có thể kéo dài nhiều tuần hoặc cả tháng, đôi khi được hỗ trợ bằng những lần thả dù tiếp tế đồ dự trữ và lương thực như đã được dự tính.
Các khu cắm trại dành cho du hành với trang bị sau lưng thì khắc khổ hơn nhiều so với các khu trại bình thường. Các khu trại dành cho người đi bộ dừng chân với lượng người du hành với trang bị sau lưng đến thường xuyên, có thể có một khu lửa trại và một bảng thông cáo nhỏ bằng gỗ, có một bản đồ trên đó và một vài lời cảnh báo hoặc dấu hiệu thông tin. Nhiều khu trại nghỉ chân chỉ đơn thuần là những mảnh đất bằng phẳng, không có cây cỏ hoặc bụi rậm. Trong những khu vực xa xôi hẻo lánh, khi không tìm thấy một trại nghỉ được dựng sẵn, những người du hành phải tự chọn nơi thích hợp để làm nơi dừng chân.
Đôi khi người du hành với trang bị sau lưng có thể ngủ qua đêm trong các nhà ngủ đơn giản, nhưng chất lượng tốt hơn lều. Ở một vài vùng xa tại Vương quốc Anh, có những nhà chòi (bothies) cất sẵn để những người du hành với trang bị sau lưng nghỉ ngơi miễn phí. Một thí dụ khác là các trại trên các dãy núi cao trong Công viên Quốc gia Yosemite. Các chòi trên núi (Mountain hut) tạo thuận lợi cho người du hành, tương tự như tại các quốc gia khác, các thành viên của một tổ chức chòi trên núi có thể sử dụng các cơ sở tiện dụng đó. Trên các con đường mòn khác, có một vài chỗ tạm trú được dựng sẵn để người đi bộ đường dài có thể nghỉ qua đêm mà không cần phải dựng lều.
Đa số những người du hành với trang bị sau lưng cố gắng tránh làm hư hại những vùng đất họ đi qua. Để thực hiện được việc này, người du hành cố gắng tối đa chỉ đi theo các con đường mòn đã  có, không lấy và không dời chuyể bất cứ cái gì, và không bỏ lại đồ thừa hoặc rác rưới trong hoang dã. Phong trào "không để lại dấu vết" đã tạo ra một loạt các hướng dẫn, quy định cho du hành với trang bị sau lưng để ít gây ảnh hưởng đến môi trường như: "Không bỏ lại bất cứ gì ngoài dấu chân. Không lấy bất cứ gì ngoài lấy (chụp) hình. Không giết bất cứ gì ngoài giết thời gian."

## Du hành với trang bị sau lưng chuyên nghiệp

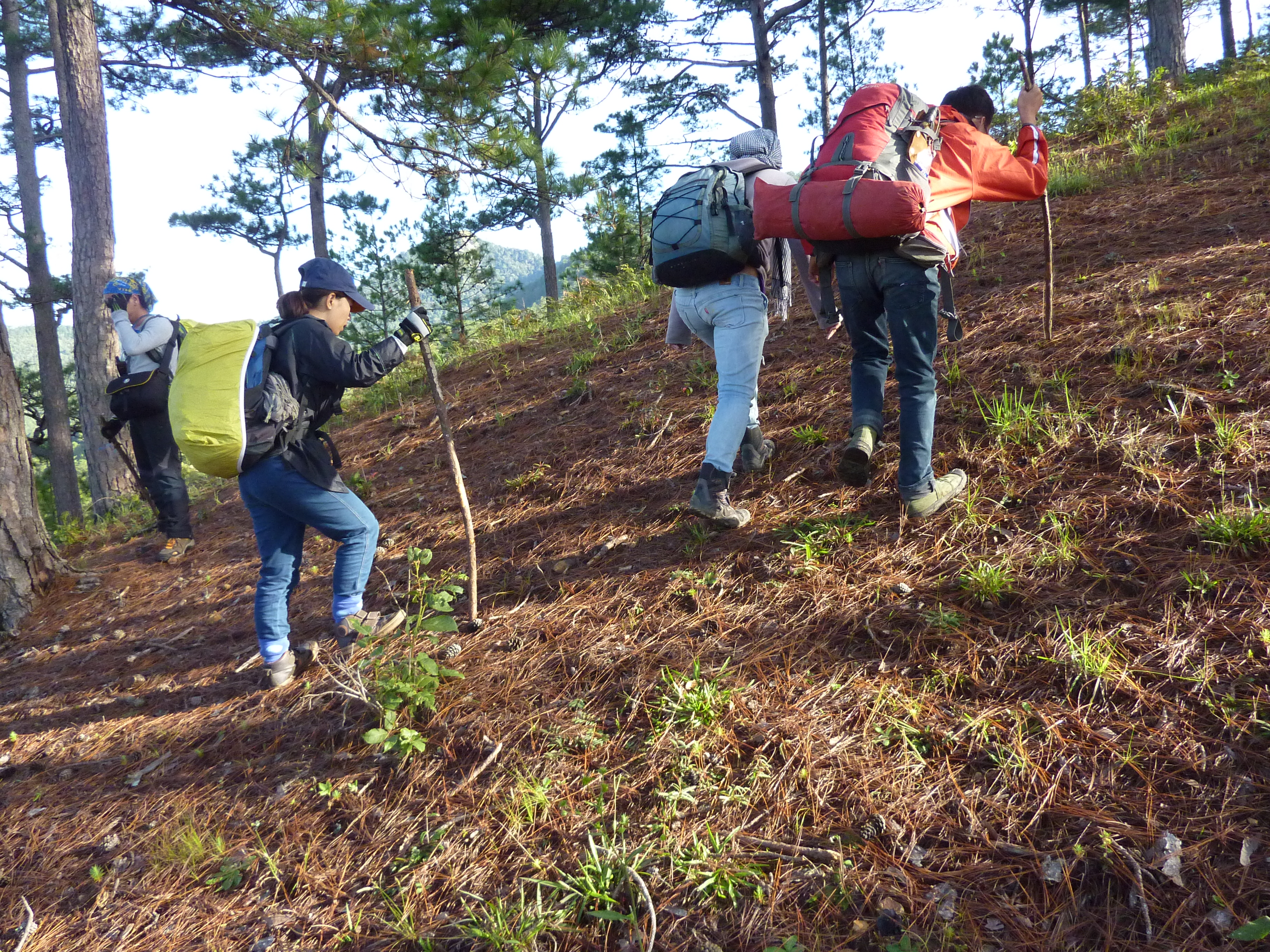
Một nhóm du hành leo núi ở Langbiang, Đà Lạt, Việt Nam

Đối với một số người, du hành với trang bị sau lưng là một phần cần thiết và liên kết với công việc của họ.
Trong quân đội, túi mang sau lưng đó là ba lô. Những người lính phục vụ trong quân đội của đa số các quốc gia thường có ít nhất là một số huấn luyện sơ đẳng về du hành với trang bị sau lưng trong khi các chiến sĩ bộ binh thường được luyện tập với một trình độ kỹ năng du hành với trang bị sau lưng cao hơn. Họ thực hiện nhiều thuộc tính chung của những người du hành với trang bị sau lưng tài tử: tự mang trang bị đồ dùng cá nhân, sử dụng kỹ năng tìm đường đi và giảm thiểu hữu hiệu dấu chân của họ để tránh ảnh hưởng xấu đến môi trường. Tuy thế cũng có một ít khác biệt như nhu cầu mang theo súng ống, vũ khí khác, đạn dược và trang bị thông tin liên lạc, cũng như có lúc phải giữ yên lặng và đi trong đêm để tránh bị phát hiện.
Trong số những người du hành với trang bị sau lưng nhà nghề khác còn có các nhà nghiên cứu khoa học và hàm lâm, những người dẫn đường chuyên nghiệp, các nhiếp ảnh gia, nhân viên kiểm lâm và các nhân sự "tìm kiếm và giải cứu."

## Nguyên cớ

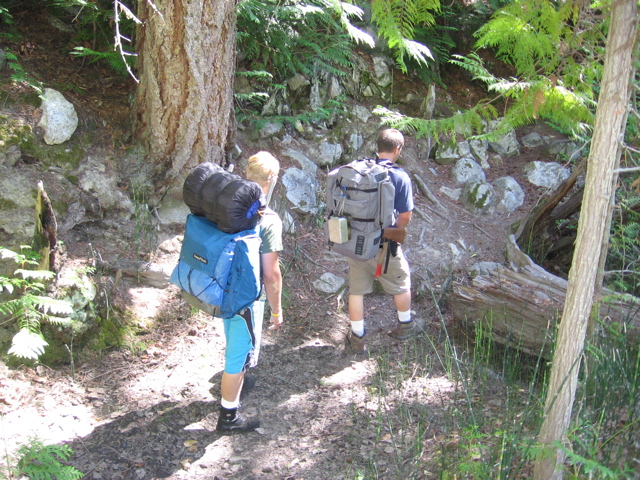
Những người đi bộ mang trang bị sau lưng băng qua Công viên Tỉnh bang Thung lũng Stein ở British Columbia.

Sự lôi cuốn chính của một cuộc du hành với trang bị sau lưng là thú vui, giải trí để khám phá những địa điểm đẹp và quyến rũ. Nhiều địa điểm như vậy không thể tới được bằng các phương tiện thông thường. Người du hành với trang bị sau lưng có thể thưởng thức những vùng đất hẻo lánh,  không người và không bị ảnh hưởng của con người một cách sâu sắc hơn so một người đi bộ đường dài trong ngày. Tuy nhiên, ý nghĩa của cuộc du hành với trang bị sau lưng không chỉ dừng lại ở  tổng quãng đường đi người du hành đi được. Trong nhiều chuyến du hành mà quảng đường của nó có thể đi hết chỉ trong một ngày, nhưng người ta vẫn chọn phương án mang theo các trang bị để thử ngủ đêm ngoài trời trong kỳ nghỉ cuối tuần.
Dù vậy cũng có những bất tiện khả dĩ. Trọng lượng lớn của chiếc ba lô chứa đồ dự trữ và trang bị khiến những người du hành với trang bị sau lưng đi chậm hơn những người đi bộ đường dài trong ngày, và chính điều này có thể trở thành nỗi phiền toái và làm sao lãng việc thưởng ngoạn cảnh vật. Ngoài ra, những việc lặc vặt dành cho việc cắm trại (như dựng trại, nhổ trại, và nấu ăn) có thể dễ dàng tiêu hao hàng giờ mỗi ngày.
Người du hành với trang bị sau lưng phải đối mặt với nhiều rủi ro như thời tiết bất lợi, địa hình khó khăn, phải vượt qua những con sông nguy hiểm, gặp các loài thú đói và những tình huống không lường trước được (mặc dù điều lo xa gặp thú hoang thường hơn rủi ro thật sự). Người du hành với trang bị sau lưng phải đối phó với bệnh tật, đơn giản nhất là ví dụ về mất nước (dehydration) đến trúng nắng (heat exhaustion), mất nhiệt (hypothermia), say cao độ (altitude sickness), và thương tổn thân thể. Sự xa xôi hẻo lánh của các nơi du hành với trang bị sau lưng làm tăng hậu quả xấu của mọi rủi ro có thể xảy ra. Tuy nhiên, những nguy cơ này không làm chùn bước những người du hành với trang bị sau lưng với sự chuẩn bị kỹ càng và thích hợp. Một số người chỉ đơn giản là chấp nhận nguy hiểm nếu họ muốn đi du hành kiểu đó; đối với những người khác, những nguy hiểm tiềm ẩn thật sự làm tăng sự quyến rủ của đời sống hoang dã.

## Trang bị

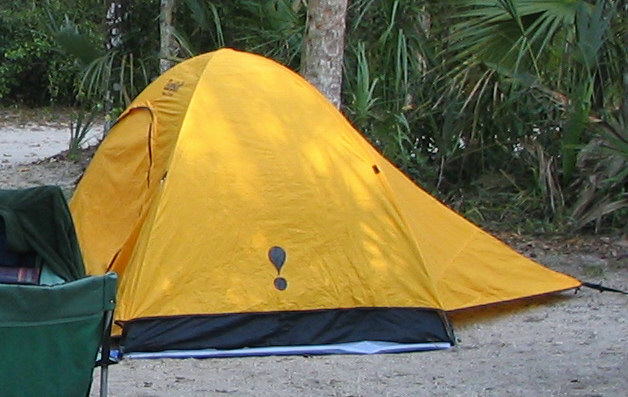
Một lều nhỏ dùng cho du hành với trang bị sau lưng cho hai người

Hầu như tất cả những người du hành với trang bị sau lưng tìm cách giảm thiểu trọng lượng và đơn giản hóa các trang bị được mang theo. Một chiếc ba lô nhẹ hơn sẽ giúp người du hành ít mệt hơn, ít bị thương và đau đớn hơn, đi xa hơn. Mỗi trang bị được tính toán cân đối giữa dụng cụ mang theo và trọng lượng. Giảm thiểu trọng lượng tối đa thường có thể đạt được bằng một ít hy sinh trong phần dụng cụ trang bị, mặc dù trang bị siêu nhẹ thường có giá thành cao nhiều.
Một nền công nghệ lớn đã phát triển để cung cấp các trang bị nhẹ gọn và thức ăn cho những người du hành với trang bị sau lưng. Trang bị chính bao gồm ba lô, cũng như các trang bị cắm trại thông dụng được cải tiến để giảm trọng lượng bằng cách giảm kích thước và sức bền của chúng hoặc sử dụng các vật liệu nhẹ như chất nhựa đặc biệt, nhôm, titanium, vật liệu hỗn hợp, chất sợi carbon. Những nhà thiết kế lò nấu ăn xách tay và lều rất là khéo léo đặc biệt.  Trang bị tự làm ở nhà cũng phổ biến, thí dụ như lò nấu làm bằng lon nước ngọt (beverage-can stove).
Một số người du hành với trang bị sau lưng sử dụng những trang bị gọn và nhẹ hơn những người khác. Những phương thức cấp tiến nhất cho mục đích này đôi khi được gọi là "du hành với trang bị sau lưng siêu nhẹ" (ultralight backpacking).

### Nước

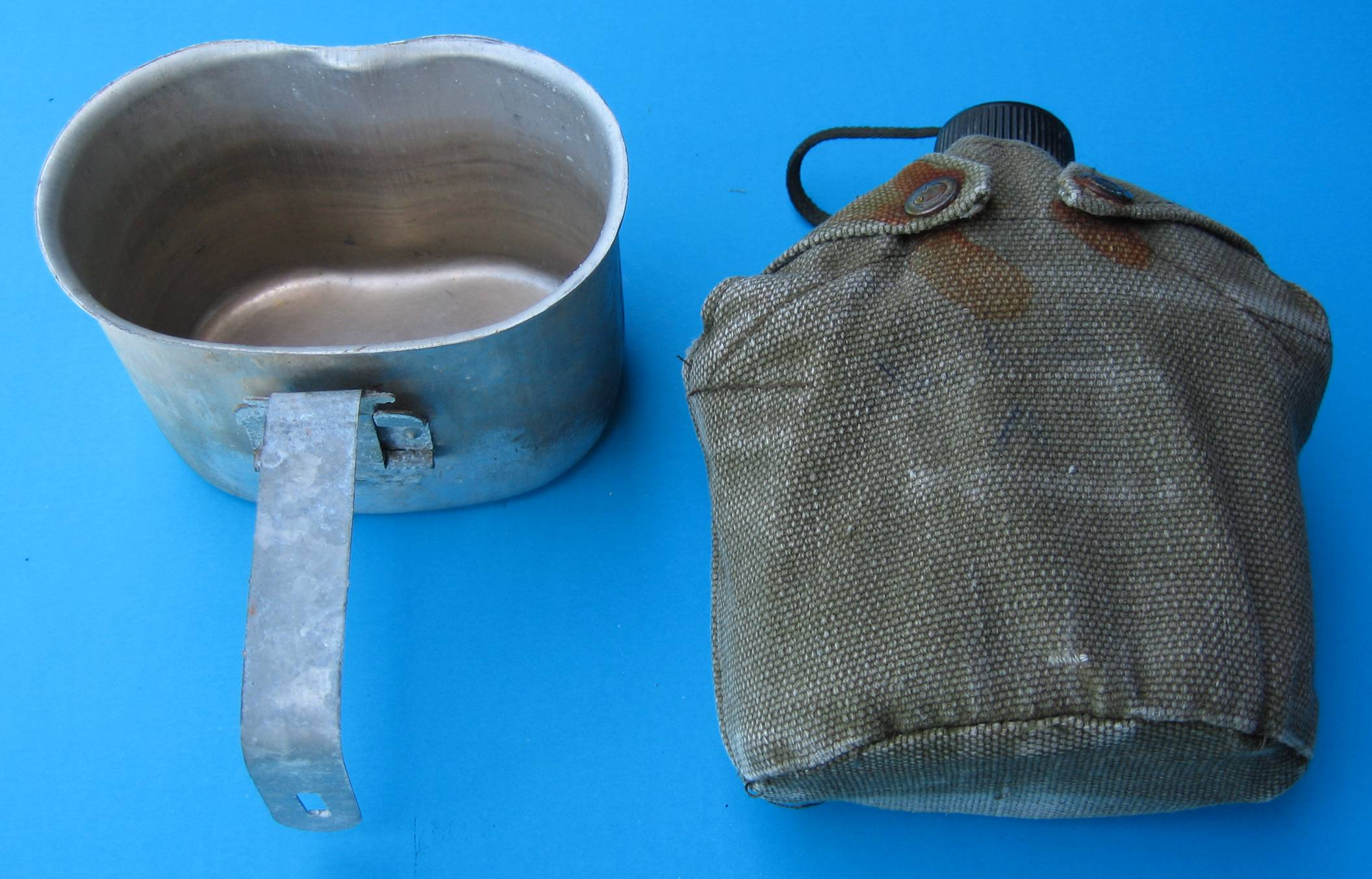
Ca quân đội với cốc và nắp lồng vào nhau

Người du hành với trang bị sau lưng luôn mang theo một lượng nước từ lúc khởi hành để uống trong lúc đi đường. Tùy thuộc vào các điều kiện - bao gồm thời tiết, địa hình, tải trọng, độ tuổi và thể lực của người leo núi - một người du hành có thể uống từ 2 đến 8 lít (1/2 đến 2 gallon) hoặc nhiều hơn mỗi ngày. Ở mức 1 kilôgam (2,2 lb) mỗi 1 lít (1,1 qt Mỹ) Đối với các chuyến đi ngắn, họ có thể mang đủ nước để dùng cho suốt chuyến đi, nhưng đối với các chuyến đi xa, điều này không thực tiễn. Một người du hành với trang bị sau lưng cần từ hai đến tám lít nước hay hơn nữa cho mỗi ngày, tùy theo các điều kiện. Mang theo dự trữ nước cho nhiều ngày thì quá nặng nề. Người du hành với trang bị sau lưng thông thường mang từ hai đến bốn lít nước tùy theo điều kiện và nước sẵn có. Mặc dù các trại dành cho du hành kiểu này trong những khu vực có nhiều người du hành với trang bị sau lưng có cung cấp nước tiêu dùng, những người du hành với trang bị sau lưng cũng thường lấy nước từ hồ và suối.
Nước uống và nước nấu ăn gần như luôn cần được tinh lọc với một dụng cụ lọc nước hoặc thuốc hóa học để chống vi trùng và làm tinh khiết nước. Nếu nước không có sẵn, hoặc nước không thể dùng được trong khu vực sẽ đi qua, những người du hành với trang bị sau lưng phải cần mang theo số lượng nước lớn cho những khoảng đường dài.

### Thực phẩm

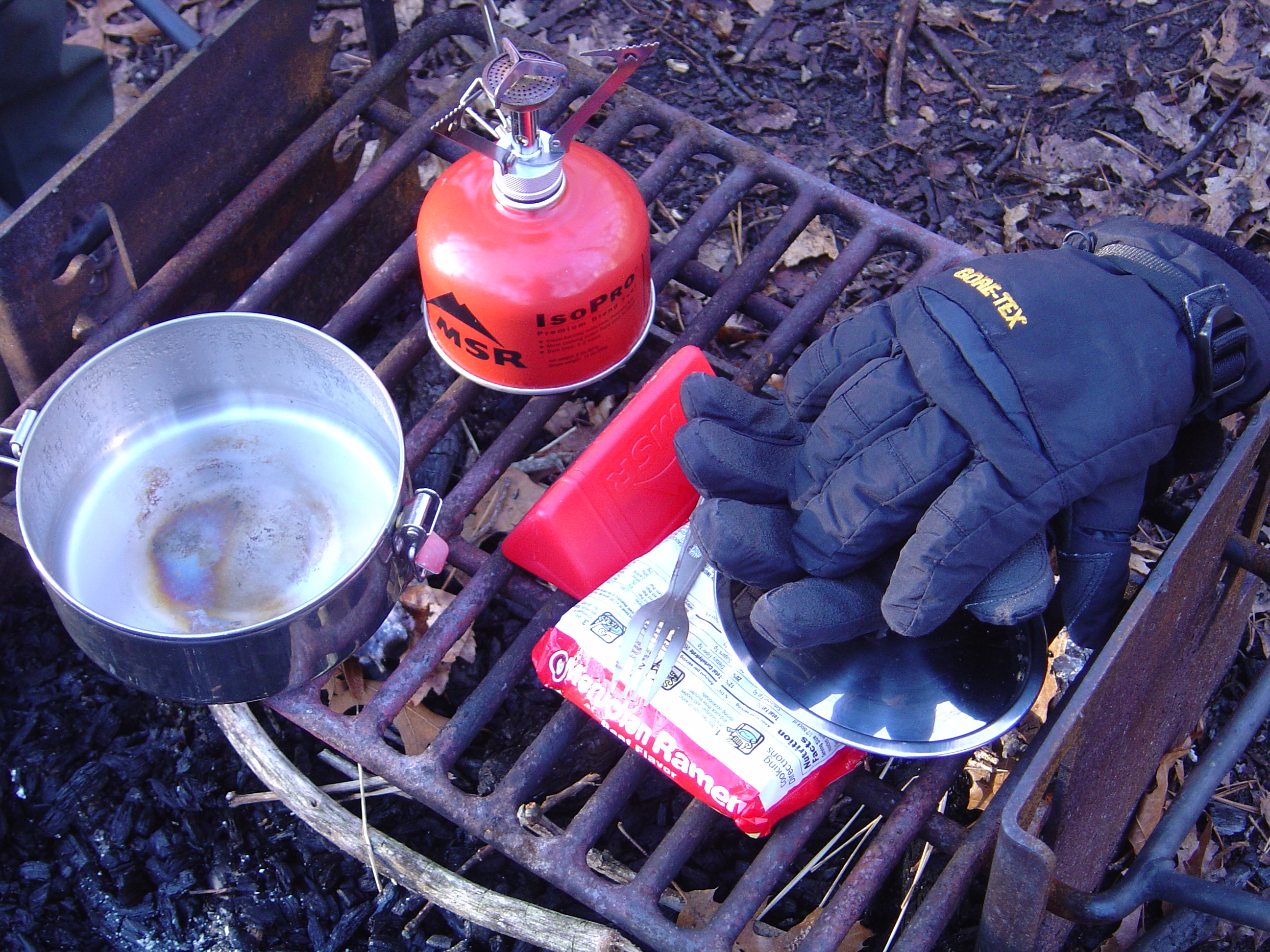
Một nhà bếp vùng miền quê đặc trưng (tuy nhiên, có ít trại dành cho du hành kiểu này có giàn nướng thịt như được trình bày ở đây).

Một số người du hành với trang bị sau lưng thích nấu các bữa ăn công phu với vật liệu tươi, đặc biệt trong các chuyến đi ngắn, và những người khác còn mang theo dụng cụ và dành ra thời gian để bắt cá hoặc chơi trò săn thức ăn. Tuy nhiên, đặc biệt là các chuyến thám hiểm xa, tiêu chuẩn thức ăn của đa số những người du hành với trang bị sau lưng gần như giống nhau: các loại thực phẩm nhiều năng lượng (đặc biệt là protein) có số ngày sử dụng lâu, nhẹ và nhỏ gọn. Một điều quan tâm nữa là trọng lượng; trong khi lò treo và vật dụng dùng cho lửa trại phổ biến trong lịch sử, lò nấu đi trại dùng nhiên liệu lỏng nhỏ và nồi nấu siêu nhẹ làm bằng nhôm hoặc titanium thì phổ biến hơn trong thời hiện đại vì sự giới hạn trọng lượng và điều lệnh phòng cháy tại nhiều địa phương.
Thực phẩm thường ngày trong nhà được dùng trong các chuyến du hành với trang bị sau lưng bao gồm pho mát, bánh mì, xúc xích, trái cây, bơ đậu phộng, và pasta. Những loại đồ ăn nhẹ phổ biến gồm có các loại hạt trộn (trail mix), dễ dàng chuẩn bị tại nhà. Những thanh kẹo có nhiều năng lượng (energy bars), bổ dưỡng và tiện lợi, chocolate và nhiều loại kẹo khác cung cấp hương vị và năng lượng nhanh chóng. Những loại thực phẩm dùng ngoài trời truyền thống gồm có đồ ăn khô như thịt khô (jerky), hoặc thịt bông (pemmican) và các loại sản phẩm như cháo bột yến mạch (oatmeal) có thể ăn sống trong những lúc khẩn cấp.
Đa số những người du hành với trang bị sau lưng tránh thức ăn hộp, trừ thịt hộp hoặc những đồ hộp nhỏ, ngon miệng. Hộp bằng kim loại và những gì bên trong thường thì nặng, và những hộp đã ăn xong phải được mang theo người, cũng như tất cả các loại rác khác.
Để dùng bữa tối, nhiều người du hành với trang bị sau lưng thường dùng những loại thực phẩm đã nấu sẵn và chế biến đặc biệt mà có thể được ăn nóng. Nhiều loại thức ăn phổ biến cho du hành với trang bị sau lưng là thức ăn sấy khô có thể ăn liền nhanh chóng bằng cách thêm nước nóng vào. Có thể mua một máy sấy thức ăn thương mãi để sấy khô một khẩu phần ăn đã được nấu chín. Các thứ thức ăn này được ngâm vào nước vài giờ trước khi ăn và để có đủ thời gian ngấm nước trở lại trước khi hâm nóng lên.

## Các hoạt động liên quan

### Du hành với trang bị sau lưng trong mùa đông
Mặc dù du hành với trang bị sau lưng trong mùa đông thì đáng thực hiện, nhưng có thể gặp nguy hiểm và thường cần có nhiều trang bị hơn. Người du hành với trang bị sau lưng có thể cần đến dụng cụ trượt tuyết hoặc giày đi tuyết, để đi được trên lớp tuyết rơi dày, không bị trượt và có thể vượt trên băng. Quần áo bằng vải thường, dễ hấp thụ hơi ẩm. Độ ẩm làm cho thân thể lạnh buốt, gây nguy hiểm trong thời tiết lạnh, vì vậy những người du hành với trang bị sau lưng phải dùng các loại vật liệu tổng hợp hoặc vật liệu nào không giữ ẩm. Các túi ngủ đặc đặt dành cho thời tiết lạnh có thể là rất mắc, nhưng tạo cảm giác dễ chịu hơn so với việc mặc nhiều lớp quần áo ấm khi nằm ngủ. Tuy nhiên khi đi bộ đường dài trong thời tiết lạnh, tốt hơn hết là mặc nhiều lớp quần áo để khi cơ thể nóng lên, có thể cởi bớt dần các lớp ngoài, tránh bị đổ mồ hôi để không bị lạnh cóng.

### Khác
- Cắm trại bằng ca nô và kayak

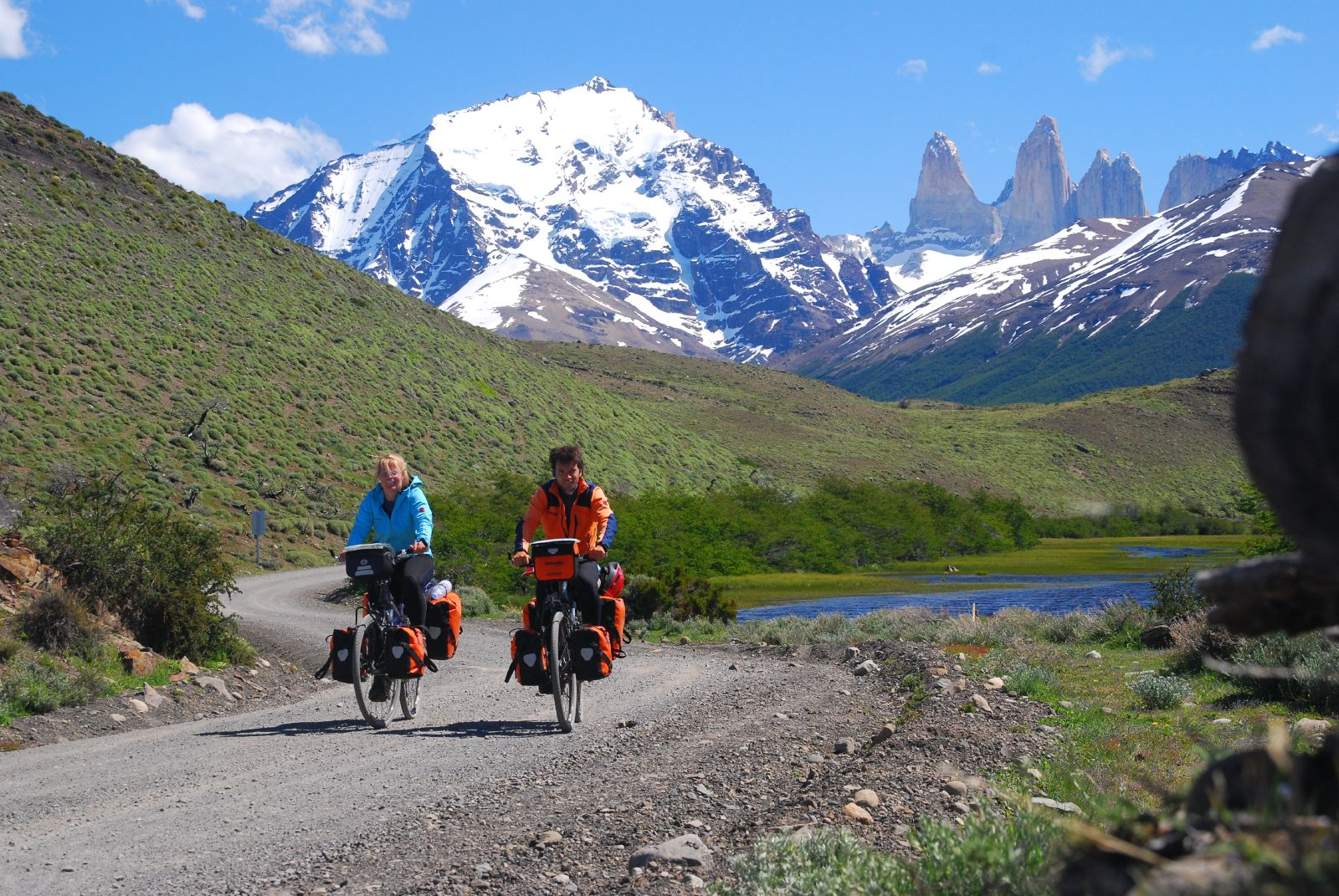
Chuyến du hành bằng xe thám hiểm, Vườn quốc gia Torres del Paine.

- Đi xe đạp và biến thể nhẹ của nó là xe đạp địa hình hỗn hợp
- Cưỡi trên đường mòn, thiết bị để trong túi yên
- Du lịch bụi, dùng phương tiện giao thông công cộng để tham quan các điểm tham quan văn hóa, thay vì các điểm tham quan tự nhiên, mặc dù nó cũng có thể bao gồm các chuyến đi đến vùng hoang dã.
- Du lịch mạo hiểm, du lịch trong một khu vực hoặc môi trường rất khó lường hoặc nguy hiểm.
- Đi bộ đường dài, băng qua một con đường dài trong một hành trình liên tục.
- Ba lô siêu nhẹ, giúp giảm thiểu cả trọng lượng và số lượng thiết bị mang theo, thường sử dụng trong các hoạt động ở vùng sâu vùng xa có tính thể lực cao.
- Kỹ năng sinh tồn